# Vallerano
Vallerano là một đô thị ở tỉnh Viterbo trong vùng Latium của Ý, có cự ly khoảng 60 km về phía tây bắc của Roma và khoảng 13 km về phía đông nam của Viterbo. Tại thời điểm ngày 31 tháng 12 năm 2004, đô thị này có dân số 2.568 người và diện tích là 15,5 km².
Vallerano giáp các đô thị: Canepina, Caprarola, Carbognano, Fabrica di Roma, Soriano nel Cimino, Vignanello.